# River Laneshaw
Der River Laneshaw ist ein Wasserlauf in Lancashire, England. Er entsteht als Laneshaw Brook aus dem Zusammenfluss mehrerer unbenannter kurzer Zuflüsse am südlichen Rand des Ickornshaw Moor und fließt in nördlicher Richtung und fließt durch das Laneshaw Reservoir bei dessen Verlassen er sich nach Westen wendet und den Namen River Laneshaw annimmt. Er fließt durch den Ort Laneshaw Bridge und bildet am Ostrand von Colne mit dem Wycoller Beck das Colne Water bildet.